# Tião Carreiro
José Dias Nunes, conhecido como Tião Carreiro (Monte Azul, 13 de dezembro de 1934 — São Paulo, 15 de outubro de 1993), foi um cantor e instrumentista brasileiro de música sertaneja de raiz que influenciou muitas duplas com o seu estilo. Tião Carreiro foi o precursor do "Pagode", ritmo que ousou criar com base na viola e em seu ponteado. As letras de seu pagode contemplam a magia da vida na roça e na labuta caipira.

## Carreira
José Dias Nunes trabalhava como garçom no restaurante do Hotel do Manoel Padeiro, onde, nas horas vagas, cantava músicas populares e sambas da época. Aos domingos, participava do programa “Assim canta o sertão”, da rádio transmissora de Valparaíso em SP. Formou dupla com o primo Valdomiro e se apresentavam no circo Giglio, com os nomes de Zezinho e Lenço Verde. Também formou outras duplas: Palmeirinha e Coqueirinho, Palmeirinha e Tietezinho e Zé Mineiro e Tietezinho.
O proprietário do circo onde José Dias tocava na época disse a ele que uma dupla tinha que tocar viola, e tocava violão. No mesmo ano, na cidade de Araçatuba interior de SP, apresentaram-se Tonico & Tinoco, a dupla Coração do Brasil. Enquanto Tinoco descansava no hotel antes do show, José Dias pegou a viola deixada pela dupla “Coração do Brasil” no circo, decorou a afinação e começou a se aperfeiçoar naquele instrumento que marcara sua infância que o faria imortal. Logo em seguida, ganhou uma violinha de presente, pintada à mão pelo pintor Romeu de Araçatuba.
A partir daí, inspirando-se num dos melhores violeiros da época, Florêncio, da dupla Raul Torres & Florêncio, foi seguindo em frente, trilhando seu caminho.
José Dias conheceu Pardinho, seu principal companheiro, no circo Rapa Rapa, na cidade de Pirajuí interior de SP. Pardinho era ajudante braçal e cantava nas horas de folga. Passaram a cantar juntos com os nomes de Zé Mineiro e Pardinho. Dois anos depois, a convite de Carreirinho, mudaram-se para São Paulo, era maio de 1956
Tião Carreiro foi o inventor do ritmo Pagode de viola. Seu primeiro pagode foi a música Pagode em Brasília, feita em homenagem ao então presidente Juscelino Kubitschek. O Pagode de viola foi um dos principais pilares do sucesso de Tião Carreiro, em todas as duplas de sua carreira há pelo menos uma gravação de uma música nesse ritmo. Carreirinho, Paraíso, Pardinho e Praiano, foram alguns de seus parceiros durante a vida artística.
Mas, fez história ao lado da Excelência da Primeira voz, Pardinho.

## Morte
A família foi pega de surpresa, quando Tião anunciou o problema, apenas alguns dias antes de seu transplante de rim onde sua esposa Nair Avanço Dias já tinha providenciado todo atendimento necessário, morreu em 15 de outubro de 1993 aos 58 anos de complicações da diabetes. Foi sepultado no Cemitério da Lapa em São Paulo.

## Discografia
- 1961 Rei do Gado - Tião Carreiro & Pardinho
- 1952 Independente (78 RPM) - Tião Carreiro (Palmeirinha) e Coqueirinho
- 1955 Gravação Especial Casa Flávio Campana - FC-2 (78 RPM) - Tião Carreiro e Pardinho
- 1956 Columbia - CB-10.302 (78 RPM) - Tião Carreiro e Pardinho
- 1957 Columbia - CB-10.356 (78 RPM) - Tião Carreiro e Pardinho
- 1958 Continental - Nº 17.544 (78 RPM) - Tião Carreiro e Carreirinho
- 1958 RCA Victor - Nº 802.016  (78 RPM) - Tião Carreiro e Carreirinho
- 1959 RCA Victor - Nº 802.072  (78 RPM) - Tião Carreiro e Carreirinho
- 1959 RCA Victor - Nº 802.108  (78 RPM) - Tião Carreiro e Carreirinho
- 1959 RCA Victor - Nº 802.132  (78 RPM) - Tião Carreiro e Carreirinho
- 1960 Chantecler - PTJ-10.066 (78 RPM) - Tião Carreiro e Pardinho
- 1960 Chantecler - PTJ-10.113 (78 RPM) - Tião Carreiro e Pardinho
- 1960 Chantecler - PTJ-10.134 (78 RPM) - Tião Carreiro e Pardinho
- 1960 Chantecler - PTJ-10.149 (78 RPM) - Tião Carreiro e Pardinho
- 1960 Chantecler - PTJ-10.066 (78 RPM) - Tião Carreiro e Pardinho
- 1961 Chantecler - Nº 76.0530 (78 RPM) - Tião Carreiro e Pardinho
- 1961 Chantecler - Nº 76.0630 (78 RPM)- Tião Carreiro e Pardinho
- 1961 Rei do Gado - Tião Carreiro e Pardinho
- 1961 RCA Camdem - Nº CAM-1089 (78 RPM) - Tião Carreiro e Carreirinho
- 1962 Chantecler - CH-10.310 (78 RPM) - Tião Carreiro e Pardinho
- 1962 Chantecler - CH-10.265 (78 RPM) - Tião Carreiro e Carreirinho
- 1962 Chantecler - CH-10.282 (78 RPM) - Tião Carreiro e Carreirinho
- 1962 Continental - CS-266 (78 RPM) - Tião Carreiro e Carreirinho
- 1962 Meu Carro é Minha Viola - Tião Carreiro e Carreirinho
- 1963 Casinha da Serra - Tião Carreiro & Pardinho
- 1963 Chantecler - CH-10.333 (78 RPM) - Tião Carreiro e Pardinho
- 1964 Linha de Frente - Tião Carreiro & Pardinho
- 1963 Chantecler - CH-10.364 (78 RPM) - Tião Carreiro e Pardinho
- 1963 Chantecler - CH-10.382 (78 RPM) - Tião Carreiro e Pardinho
- 1963 Casinha da Serra - Tião Carreiro e Pardinho
- 1964 Chantecler - CH-10.405 (78 RPM) - Tião Carreiro e Pardinho
- 1964 Chantecler - CH-10.426 (78 RPM) - Tião Carreiro e Pardinho
- 1964 Linha de Frente - Tião Carreiro e Pardinho
- 1964 Repertório de Ouro - Tião Carreiro & Pardinho
- 1965 Os Reis do Pagode - Tião Carreiro & Pardinho
- 1961 Rei do Gado - Tião Carreiro & Pardinho
- 1962 Meu Carro é Minha Viola - Tião Carreiro e Carreirinho
- 1963 Casinha da Serra - Tião Carreiro & Pardinho
- 1964 Linha de Frente - Tião Carreiro & Pardinho
- 1964 Repertório de Ouro - Tião Carreiro & Pardinho
- 1965 Os Reis do Pagode - Tião Carreiro & Pardinho
- 1966 Boi Soberano - Tião Carreiro & Pardinho
- 1967 Pagode Na Praça - Tião Carreiro & Pardinho
- 1967 Os Grandes Sucessos de Tião Carreiro & Pardinho
- 1967 Rancho dos Ipês - Tião Carreiro & Pardinho
- 1968 Encantos da Natureza - Tião Carreiro & Pardinho
- 1968 Tião Carreiro & Pardinho e Seus Grandes Sucessos
- 1969 Em Tempo de Avanço - Tião Carreiro & Pardinho
- 1970 Sertão em Festa - Tião Carreiro & Pardinho
- 1970 Show - Tião Carreiro & Pardinho
- 1970 A Força do Perdão - Tião Carreiro & Pardinho
- 1971 Abrindo Caminho - Tião Carreiro & Pardinho
- 1972 Hoje Eu Não Posso Ir - Tião Carreiro & Pardinho
- 1973 Sucessos de Tião Carreiro & Pardinho
- 1973 Viola Cabocla - Tião Carreiro & Pardinho
- 1973 A Caminho do Sol - Tião Carreiro & Pardinho
- 1974 Modas de Viola Classe "A" - Tião Carreiro & Pardinho
- 1974 Esquina da Saudade - Tião Carreiro & Pardinho
- 1974 Tangos em Dueto - Tião Carreiro & Pardinho
- 1975 Modas de Viola Classe "A" - Volume 2 - Tião Carreiro & Pardinho
- 1975 Duelo de Amor - Tião Carreiro & Pardinho
- 1976 Rio de Pranto - Tião Carreiro & Pardinho
- 1976 Os Grandes Sucessos de Tião Carreiro & Pardinho - Volume 2
- 1976 É Isto que o Povo Quer - Tião Carreiro em solos de viola caipira
- 1977 Pagodes - Tião Carreiro & Pardinho
- 1977 Rancho do Vale - Tião Carreiro & Pardinho
- 1978 Terra Roxa - Tião Carreiro & Pardinho
- 1978 Viola Divina - Tião Carreiro e Paraíso
- 1979 Disco de Ouro - Tião Carreiro & Pardinho
- 1979 Golpe de Mestre - Tião Carreiro & Pardinho
- 1979 Pagodes - Volume 2 - Tião Carreiro & Pardinho
- 1979 Tião Carreiro em Solo de Viola Caipira
- 1979 Seleção de Ouro - Tião Carreiro e Paraíso
- 1980 Homem Até Debaixo D´Água - Tião Carreiro e Paraíso
- 1981 Prato do Dia - Tião Carreiro e Paraíso
- 1981 4 Azes - Tião Carreiro e Paraíso e Pardinho e Pardal
- 1981 Modas de Viola Classe "A" - Volume 3 - Tião Carreiro & Pardinho
- 1982 Navalha Na Carne - Tião Carreiro & Pardinho
- 1983 No Som da Viola - Tião Carreiro & Pardinho
- 1984 Modas de Viola Classe "A" - Volume 4 - Tião Carreiro & Pardinho
- 1985 Felicidade - Tião Carreiro & Pardinho
- 1986 Estrela de Ouro - Tião Carreiro & Pardinho
- 1988 A Majestade "O Pagode" - Tião Carreiro & Pardinho
- 1992 O Fogo e a Brasa - Tião Carreiro e Praiano
- 1994 Som da Terra - Tião Carreiro & Pardinho
- 1994 Som da Terra - Tião Carreiro & Pardinho - Volume 2 - Pagodes
- 1994 Som da Terra - Tião Carreiro & Pardinho - Volume 3 - Modas de Viola
- 1996 Saudades de Tião Carreiro - Diversas Duplas
- 1998 Sucessos de Ouro de Tião Carreiro & Pardinho - As Românticas
- 1999 Popularidade - Tião Carreiro & Pardinho
- 2001 Warner 25 anos - Tião Carreiro & Pardinho
- 2003 Os Gigantes - Tião Carreiro & Pardinho
- 2006 Warner 30 anos - Tião Carreiro & Pardinho